# José Rodríguez Carracido
José Rodríguez Carracido, nascut a Santiago de Compostel·la el 21 de maig de 1856 i traspassat a Madrid el 1928), va ser un farmacèutic i químic espanyol, pioner de la bioquímica a Espanya.

## Biografia
El pare de Rodríguez Carracido era barber i de nin va tenir un conjunt de deficiències psicomotores i un quequeig molt notori. El mètode que va usar per corregir el seu quequeig va ser el mateix que Demòstenes, col·locant-se pedres a la boca.
El 1871 va acabar el batxillerat i el 1874 es va llicenciar en farmàcia obtenint el premi extraordinari. L'octubre de 1874 va arribar a Madrid per realitzar-hi els seus estudis de doctorat, que va defensar el 1875 amb el títol "Teorías de la fermentación".
Immediatament després es va presentar a les oposicions de farmacèutic militar i va obtenir el número u. La seva primera destinació va ser el laboratori Central de Medicaments de Madrid, però va ser enviat en comissió de serveis a Tafalla (Navarra). Allà va fer amistat amb un guerriller anomenat Tirso Lacalle, sobrenomenat "el cojo de Cirauqui". Segons compten els seus biògrafs, Tirso Lacalle li va arribar a oferir una acta de Diputat a Corts per Navarra, donant senyal de l'amistat que hi va haver entre ambdós. Després de romandre un temps a la ciutat propera d'Olite, es va traslladar de nou a Madrid. Va romandre en l'exèrcit fins a 1880, any en què va demanar la baixa voluntària per haver estat destinat al Penyal de Vélez de la Gomera, probablement per algun desacord amb els seus superiors.
Va obtenir la càtedra de química orgànica aplicada a la Facultat de Farmàcia de Madrid el 1881. Va ser catedràtic d'aquesta disciplina des de 1881 a 1898, data en la qual va aconseguir la càtedra de química biològica i Història crítica de la mateixa Facultat, que va exercir fins al 1926.
Va ser degà de la Facultat de Farmàcia i porteriormente rector de la Universitat Central. Va ser membre de diverses acadèmies: de la Reial Acadèmia de Ciències Exactes, Físiques i Naturals des de 1887, de la Reial Acadèmia de Medicina, des de 1906 i de la Reial Acadèmia Nacional de Farmàcia des de 1908. El 1920, sent el president de l'Acadèmia de Farmàcia, va decidir sol·licitar per a ella el títol de Real, que havia perdut en els avatars del convulso segle xix.

## Obra
Rodríguez Carracido va ser el primer catedràtic de bioquímica d'Espanya i va desenvolupar la seva tasca investigadora en aquest camp.

### Obres
- 1887: La Nueva Química
- 1894: La Evolución en la Química
- 1900: El Manganeso en los abonos (article)
- 1903: La complejidad farmacológica en la prescripción médica (conferència)
- 1904: La fermentación alcohólica de la glicerina (article)
- 1905: Acción de la quinina y la pilocarpina sobre las oxidasas (article)
- 1906: Examen de una supuesta incompatibilidad de los calomelanos (article)
- 1906: Farmacodinamia de las modificaciones de la oxidación orgánica (discurs)
- 1908: Análisis Físico-Químico y Biológico de las Aguas de Carslbad (treball)
- 1908: La alimentación nitrogenada (conferència)
- 1910: Perfeccionamiento de la alimentación albuminoidea (comunicación al congreso de Higiene y Alimentación)
- 1911: Proceso químico de la formación del glóbulo rojo (conferència)
- 1915: Metabolismo de la célula autónoma y de la célula asociada (conferència)
- 1915: Estado actual de los problemas y métodos de la clínica biológica (conferència)
- 1917: Síntesis bioquímica (article)
- 1920: Filogenia de la molécula albuminodea (conferència)
- 1921: Estudio farmacológico de la Salicaria (comunicació)
- 1921: El Reactivo bioquímico («Mi Testamento profesional») (discurs d'entrada a la Real Academia Nacional de Medicina)
- 1922: El trabajo del riñón y las glucosurias (article)
- 1923: Anoxihemias por intoxicación (conferència)
- 1924: La Ureogénesis (conferència)
- 1926: El fósforo en la vida (conferència)
- 1926: La formación de la materia viva (conferència)
- 1926: Confesiones (article inconclús)